# Tryck på knappen!
Tryck på knappen! är en kommande svensk komedifilm, med planerad premiär 2026. Filmen är regisserad av Anton Källrot, som även skrivit manus. Enligt Källrot är filmens struktur en sorts blandning mellan Alice i Underlandet och Mörkrets hjärta.
En del av filmens marknadsföring består av en hemsida som har målet att bli Sveriges mest klickade hemsida.

## Handling
Filmen följer journalisten Johanna som efter sin fars död dras in i en resa mot en underjordisk rörelse ledd av en avhoppad techguru. Denna rörelse har som mål att stänga av internet för gott, vilket symboliseras av en mystisk knapp som kan "stänga av internet". Johanna är en 36-årig frilansjournalist som lever i en gigekonomi och kämpar med överdriven skärmtid. Efter att ha ärvt en låda med måltidsdrycker från sin far isolerar hon sig i sin lägenhet, lever på dryckerna och kastar sin mobil i badkaret. Tillsammans med en utmattad influencer, en självutnämnd shaman och två avtrubbade reklamare ger hon sig ut på en galen roadtrip mot den mytomspunna ”Knappen”.

## Rollista (i urval)
Källa: 
- Ylva Olaison – Johanna[3]
- Jonathan Silén
- Emil Brulin
- Eero Milonoff
- Kati Outinen
- Rebecca Plymholt
- Helmon Solomon
- Jan Mybrand
- Sven Ahlström
- Elis Monteverde Burrau (cameo)[3]

## Produktion
Filmen produceras av Ylva Olaison och Madeleine Ekman för Ögat Film, i samproduktion med Film i Väst och SVT, och med stöd från Svenska Filminstitutet.

### Inspelning
Inspelningarna påbörjades den 8 april 2025 i Västra Götaland. Några av inspelningsplatserna är i Göteborg, Trollhättan, på Vargön i Vänersborg och i Källrot och Olaisons lägenhet i Majorna.